# Mikko Loukkaanhuhta
Mikko Loukkaanhuhta (* 22. Februar 1995 in Kankaanpää) ist ein finnischer Biathlet.

## Karriere
Sein Weltcup-Debüt gab er am 13. Dezember 2015 in Hochfilzen mit der Staffel. Diese wurde jedoch überrundet und erreichte damit nicht das Ziel. Beim nächsten Weltcup auf der Pokljuka kam er beim Sprint über 10 Kilometer auf den 95. Platz. Danach trat er zunächst im IBU-Cup, also der 2. Liga, an und erreichte in der Saison 2015/16 beim Sprint in Obertilliach den 63. Platz. Bei den IBU Jugend-Weltmeisterschaften in Cheile Grădiştei erzielte er einen 73. Rang im Einzel, einen 36. im Sprint, einen 44. in der Verfolgung und mit der Staffel einen 8. Platz.
In seiner zweiten Saison im Profigeschäft trat er zunächst wieder im IBU-Cup an und erreichte in der Saison 2016/17 am 8. Dezember 2016 in Ridnaun-Val Ridanna mit der Single-Mixed-Staffel den 15. Platz. Nur zwei Tage später erreichte er im Sprint den 77. Platz. Eine Woche vor Weihnachten trat er im Einzel an und belegte den 72. Platz. Danach folgte ein 27. Platz im Sprint über 10 Kilometer. Im neuen Jahr trat er erneut im Weltcup an, diesmal in Oberhof, und belegte im Sprint über 10 Kilometer den 99. Rang.

## Statistiken

### Weltcupplatzierungen
Die Tabelle zeigt alle Platzierungen (je nach Austragungsjahr einschließlich Olympische Spiele und Weltmeisterschaften).
- 1.–3. Platz: Anzahl der Podiumsplatzierungen
- Top 10: Anzahl der Platzierungen unter den ersten zehn (einschließlich Podium)
- Punkteränge: Anzahl der Platzierungen innerhalb der Punkteränge (einschließlich Podium und Top 10)
- Starts: Anzahl gelaufener Rennen in der jeweiligen Disziplin
- Staffel: inklusive Mixed- und Single-Mixed-Staffeln

| Platzierung         | Einzel | Sprint | Verfolgung | Massenstart | Staffel | Gesamt |
| ------------------- | ------ | ------ | ---------- | ----------- | ------- | ------ |
| 1. Platz            |        |        |            |             |         |        |
| 2. Platz            |        |        |            |             |         |        |
| 3. Platz            |        |        |            |             |         |        |
| Top 10              |        |        |            |             |         |        |
| Punkteränge         |        |        |            |             | 6       | 6      |
| Starts              | 1      | 5      |            |             | 6       | 12     |
| Stand: Karriereende |        |        |            |             |         |        |